# Société des amateurs de sciences naturelles, d'anthropologie et d'ethnographie

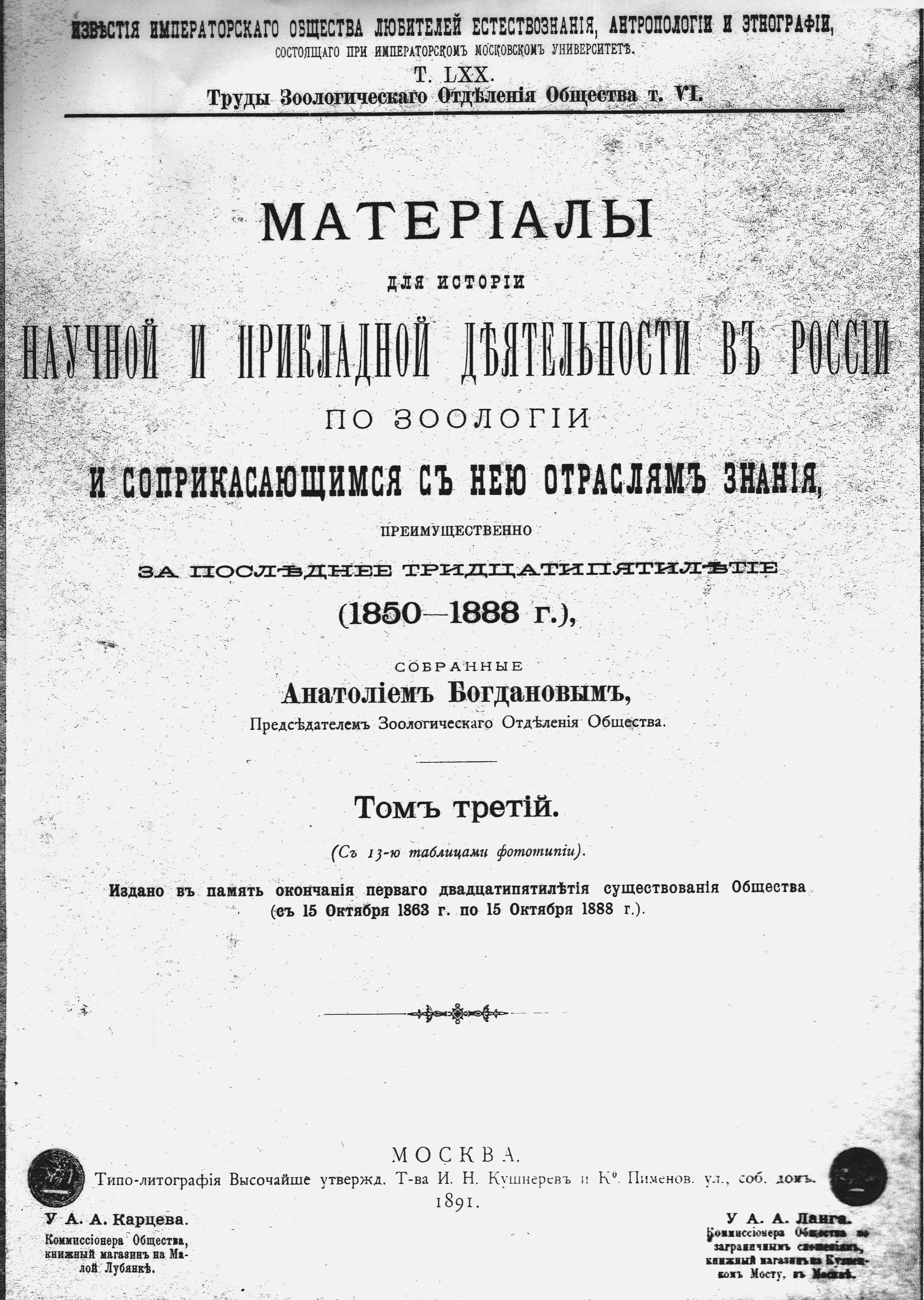
Recueil de zoologie publié par la Société en 1891 à Moscou

La Société impériale d'amateurs de sciences naturelles, d'anthropologie et d'ethnographie (Императорское общество любителей естествознания, антропологии и этнографии) est une société savante de l'époque impériale russe qui réunissait des anthropologues, des naturalistes et des ethnographes, ainsi que des personnes s'intéressant à ces disciplines.

## Historique
Cette société a été fondée à l'université de Moscou en 1863 s'appelant au début Société des amateurs en sciences naturelles et présidée par le géologue Chtchourovski (1803-1884), assisté du mathématicien August Davidov (1823-1886). Le secrétaire est le conservateur du musée zoologique, Nikolaï Senger (1841-1877). Un département d'anthropologie ouvre en 1864 à l'initiative du professeur Bogdanov qui présente une collection de crânes et de squelettes humains, des costumes folkloriques, notamment de la région de Moscou, des résultats de fouilles de kourganes, etc.
La société se spécialise ensuite dans la description et l'étude de nouvelles espèces de plantes et d'animaux, ainsi que de minéraux. Elle organise des expéditions à travers tout l'Empire, puis en présente les résultats dans des expositions. La première ayant lieu au Manège de Moscou en 1867, année où la Société reçoit son nom définitif. La Société délivre des médailles d'or, d'argent de bronze pour des recherches ou publications de chaque discipline, ainsi que des prix à partir de 1887, en capital. Elle fait partie des organisateurs de l'exposition polytechnique de 1872 à Moscou et fonde un comité pour la construction d'un musée zoologique et d'un musée anthropologique dépendant de l'université de Moscou.
La division de géographie est fondée en 1892. Elle organise des expositions et elle est à l'origine du musée géographique de Moscou. En 1913, la Société est organisée en deux départements: anthropologie et ethnographie, et en huit divisions: sciences physiques, zoologie, botanique, chimie, géographie, physiologie, bactériologie et géologie. Il existe également sept commissions: musicalo-ethnographique, folklore, vols aériens, faune du gouvernement de Moscou, planctons, topographo-géodésique et géographo-pédagogique. La botaniste Olga Fedtchenko fut longtemps secrétaire de la Société des amateurs de sciences naturelles.
La Société perd sont épithète d'impérial en 1917 et fusionne en 1931 avec la Société des naturalistes de Moscou (Московское общество испытателей природы (МОИП)).

## Publications
La Société impériale publie plusieurs bulletins dont Les Nouvelles de la Société des amateurs de sciences naturelles, d'anthropologie et d'ethnographie («Известия общества любителей естествознания, антропологии и этнографии») à partir de 1866, La Revue ethnographique («Этнографическое обозрение») depuis 1889, La Géographie physique («Землеведение») depuis 1894, La Revue russe d'anthropologie («Русский антропологический журнал») depuis 1900, etc.

## Source
- (ru) Cet article est partiellement ou en totalité issu de l’article de Wikipédia en russe intitulé « Общество любителей естествознания, антропологии и этнографии » (voir la liste des auteurs).